# Koparion douglassi
Koparion douglassi es la única especie conocida del género extinto  Koparion   (gr. “escalpelo”) de dinosaurio terópodo trodóntido, que vivió a finales del período Jurásico, hace aproximadamente 155 y 150 millones de años, en el Kimmeridgiense, en lo que es hoy Norteamérica. Es el más pequeño y antiguo de los trodóntidos conocidos con solo 50 centímetros de largo, ya presentaba los típicos dientes aserrados de la familia. Conocidos solo por un diente maxilar que fuera encontrado en la formación Morrison en el Dinosaur National Monument en Utah. 
En 1993, Daniel Chure y Brooks Britt informaron sobre el descubrimiento de pequeños restos de terópodos, que se encontraron lavando la pantalla con grandes cantidades de tierra en Rainbow Park, cerca del Monumento nacional Dinosaurio en el condado de Uintah , Utah. En 1994, Chure nombró y describió un diente único como el espécimen tipo de la nueva especie Koparion douglassi. El nombre genérico Koparion proviene del griego antiguo κοπάριον, "pequeño cuchillo quirúrgico", en referencia al pequeño tamaño del diente. El nombre específico honra a Earl Douglass, quien, a principios del siglo XX, excavó la cantera del Monumento Nacional Dinosaurio.
El espécimen holotipo, DINO 3353, se encontró en el miembro bajio Brushy de la Formación Morrison que data del Kimmeridgiense, de unos 151 millones de años.  El taxón está presente en la zona estratigráfica 6 de la Formación Morrison. El espécimen consiste en una sola corona de diente maxilar, mejilla superior, al que le falta la raíz. No se puede determinar si representa un diente izquierdo o derecho.
Clasificado por el aserrado de los dientes, con dentículos de distinto tamaños en las caras posterior y anterior. Según lo expuesto en el blog Theropod database Rauhut en el 2000 sugiere que es un compsognátido, pero difieren en el aserrado mesial, Los dientes similares a Compsognathus de Guimarota descritos por Zinke en 1998 tienen serraciones mesiales,Koparion no posee canales para la sangre y menos dentículos por milímetros. Los únicos otros terópodos con bases de los dientes y la constricción de dientes de sierra son Richardoestesia  y -therizinosauria. La Richardoestesia y los taxones relacionados difieren en tener dientes muy alargados con serraciones extremadamente numerosas sin fosas de sangre. Los terizinosauroides tienen serraciones mucho más grandes, unos 3 milímetros en Beipiaosaurus y Alxasaurus, mientras que el tamaño de la dentadura de Falcarius es comparable. Sin embargo, los dientes maxilares de Falcarius tienen bordes distales convexos con estrías más pequeñas en comparación con el tamaño del diente. Los dientes dentarios posteriores más pequeños se ilustran esquemáticamente como más recurvados, por lo que pueden ser más comparables con Koparion. Los terizinosaurios también carecen de fosas de sangre. Koparion difiere de Sinusonasus en tener serraciones mesiales, aunque son similares en tener serraciones distales pequeñas sin puntas enganchadas apicalmente. Se diferencia de Sinornithoides y "Saurornithoides" asiamericanus en tener serraciones distales comparativamente más pequeñas y tener serraciones mesiales en dientes no premaxilares. Se diferencia aún más de "Saurornithoides" americanus en serraciones distales cuyas puntas no están enganchadas.